# Barylypa relicta
Barylypa relicta là một loài tò vò trong họ Ichneumonidae.